# Джон Меркадо
Джон Ентоні Меркадо Куеро (ісп. John Anthony Mercado Cuero; нар. 3 червня 2002, Гуаякіль, Еквадор) — еквадорський футболіст, вінґер португальського клубу АВС.

## Клубна кар'єра
Народився в місті Гуаякіль. У липні 2019 року погодив контракт з «Атлетіку Паранаенсі», але здійснив перехід у серпні 2020 року, після свого 18-річчя. Після виступів за молодіжну команду вразив головного тренера Альберто Валентима в 2022 році й був переведений до першої команди.
На професіональному рівні дебютував 2 березня 2022 року в програному (0:2) виїзному поєдинку Рекопи Південної Америки проти «Палмейраса», в якому вийшов в другому таймі замість Лео Чіттадіні. У липні «Атлетіко» відправив його в оренду до кінця сезону до клубу Серії B ССА.
У січні 2023 року розірвав контракт з «Атлетіко Паранаенсе» та переїхав до Португалії, де приєднався до команди Ліги 2 Португалії «Вілафранкенсе». Наприкінці сезону 2022/23 років «Вілафранкенсе» переїхав до Віла-даз-Авеша й отримав назву АВС. 12 серпня у матчі проти «Белененсеша». дебютував за новий клуб 18 грудня 2023 року продовжив контракт з АВС до 2027 року. У сезоні 2023/24 років зіграв у 30 матчах чемпіонату та відзначився 5-ма голами, сприяючи виходу команди до Прімейра-Ліги.

## Кар'єра в збірній
Представляє Еквадор в юнацьких збірних. Брав участь у юнацькому чемпіонаті Південної Америки (U-15) у 2017 році та юнацькому чемпіонаті Південної Америки (U-17) у 2019 році, де Еквадор посів четверте місце. Також брав участь в юнацькому чемпіонаті світу (U-17) 2019.
У футболці національної збірної Еквадору дебютував 6 вересня 2024 року у програному (0:1) матчі кваліфікації чемпіонату світу проти Бразилії, в якому замінив на 68-й хвилині Кевіна Родрігеса.

## Статистика виступів

### Клубна
Станом на 30 серпня 2024 року.
| Сезон             | Команда               | Чемпіонат         | Чемпіонат | Чемпіонат | Нац. кубок | Нац. кубок | Нац. кубок | Конт. кубок | Конт. кубок | Конт. кубок | Інші кубки | Інші кубки | Інші кубки | Загалом | Загалом |
| Сезон             | Команда               | Змаг.             | Матчі     | Голи      | Змаг.      | Матчі      | Голи       | Змаг.       | Матчі       | Голи        | Змаг.      | Матчі      | Голи       | Матчі   | Голи    |
| ----------------- | --------------------- | ----------------- | --------- | --------- | ---------- | ---------- | ---------- | ----------- | ----------- | ----------- | ---------- | ---------- | ---------- | ------- | ------- |
| 2022              | «Атлетіку Паранаенсі» | А/РЖ+A            | 0+1       | 0         | КБ         | 0          | 0          | КЛ          | 0           | 0           | РП         | 1          | 0          | 2       | 0       |
| 2022              | ССА                   | B                 | 9         | 0         | КБ         | 0          | 0          |             | -           | -           |            | -          | -          | 9       | 0       |
| січ.-лип. 2023    | «Вілафранкенсі»       | СЛ                | 13        | 2         | КП+КПЛ     | 0          | 0          |             | -           | -           |            | -          | -          | 13      | 2       |
| 2023-2024         | АВС                   | СЛ                | 28+2      | 4+1       | КП+КПЛ     | 1+3        | 0+1        |             | -           | -           |            | -          | -          | 34      | 5       |
| 2024-2025         | АВС                   | ПЛ                | 4         | 1         | КП+КПЛ     | 0          | 0          |             | -           | -           |            | -          | -          | 4       | 1       |
| Усього за кар'єру | Усього за кар'єру     | Усього за кар'єру | 57        | 8         |            | 4          | 1          |             | 0           | 0           |            | 1          | 0          | 62      | 9       |

### У збірній
Станом на 19 листопада 2024
| Національна збірна | Рік     | Матчі | Голи |
| ------------------ | ------- | ----- | ---- |
| Еквадор            | 2024    | 3     | 0    |
| Загалом            | Загалом | 3     | 0    |